# Palácio dos Falcões
O Palácio dos Falcões está localizado no largo de Santiago em Braga, Portugal.

## História
Foi mandado construir por Francisco de Meira Carrilho, cónego da Sé de Braga, em 1703.
O palácio foi comprado em 24 de novembro de 1886 pelo estado português para albergar o Governo Civil de Braga.
Alberga atualmente as instalações da Polícia de Segurança Pública de Braga.

## Descrição
Planta em U, com braços pouco salientes, voltados para a fachada posterior. Volumetria de sentido horizontal, com três pisos, e coberturas diferenciadas em telhados de quatro águas, no corpo central e três, nos laterais. Fachadas rebocadas e pintadas de branco, com embasamento, friso a separar os registos, cunhais apilastrados e remates em cornija com argolas de ferro, sob beiral. Fachada principal voltada a N., de dois registos, com três panos definidos por par de pilastras toscanas